# Sø Torup Sø og Ulse Sø
Sø Torup Sø og Ulse Sø este o arie protejată (arie specială de conservare — SAC, sit de importanță comunitară — SCI) din Danemarca întinsă pe o suprafață de 118 ha, integral pe uscat.

## Localizare
Centrul sitului Sø Torup Sø og Ulse Sø este situat la coordonatele 55°17′54″N 11°59′16″E / 55.298333°N 11.987778°E.

## Înființare
Situl Sø Torup Sø og Ulse Sø a fost declarat sit de importanță comunitară în mai 1998 pentru a proteja un număr necunoscut de specii din flora spontană și fauna sălbatică aflate în arealul zonei. Situl a fost protejat și ca arie specială de conservare în decembrie 2011.

## Biodiversitate
Situată în ecoregiunea continentală, aria protejată conține 2 habitate naturale: Ape puternic oligomezotrofe cu vegetație bentonică cu Chara spp., Lacuri eutrofice naturale cu vegetație de tip Magnopotamion sau Hydrocharition.
La baza desemnării sitului se află un număr nedeclarat de specii protejate.